# Иоанн II Мела
Патриарх Иоанн II (греч. Ιωαννης Β’ ο Μοναζων; умер 29 апреля 505) — Патриарх Александрийский (496—505), монофизит. Именуемый Иоанн II в Православной Церкви и Иоанн I в коптской церкви, которая не признала Иоанна Талаию.

## Биография
Родился в Александрии в христианской семье. Стал монахом в Нитрианской пустыне, в монастыре Святого Макария Великого.
После смерти Афанасия II Келита Иоанн Мела против его воли, был посвящён в Папу и Патриарха Александрийского 29 сентября 496 года. Он был первым Александрийским епископом, избранным из числа монахов-пустынников, а не из учёного духовенства Александрии. Он правил восемь лет и семь месяцев.
В своё время, как Патриарх, он записывается как заручившись подарки пшеницы, вина и масла для своего бывшего монастыря от императора.
Он был убережённым противником Халкидонского собора и поддерживал общение с теми, кто принял Энотикон императора Зенона без наложения анафемы на формальных Халкидон. Поступая таким образом, он в значительной степени сохранил церковь в мире, хотя и продолжался раскол акефалов, которые выступали против как Халкидонского собора и так и попытки примирения, заключавшейся в Энотиконе.